# 7-я пехотная дивизия (Румыния)
7-я пехотная дивизия (рум. divizia 7 infanterie) — воинское соединение румынской армии, принимавшее участие во Второй мировой войне на стороне гитлеровской Германии.

## История
7-я пехотная дивизия была сформирована в 1882 году. Принимала участие в Первой мировой войне.

## Вторая мировая война
Перед нападением на СССР 7-я пехотная дивизия, входившая в Горный корпус 3-й армии, располагалась на советско-румынской границе. Перед ней, как и перед другими частями 3-й армии, была поставлена задача захватить Северную Буковину. 2 июля 1941 г. дивизия одновременно с другими подразделениями группы «Антонеску» перешла в наступление и заняла советское село Бахринешти.
3 августа 1941 года дивизия переправилась через Днестр у Вадул-луй-Водэ. 6 августа продолжила наступление на восток на Григориополь и Колосову. С 10 августа осуществляла преследование советских войск в направлении Раздельная — Карпово, Выгода — Одесса, затем вместе с другими частями румынской армии приступила к штурму Одессы, действуя при этом на левом фланге Приморской армии.
11 августа первые эшелоны 3-й и 7-й пехотных дивизий начали наступление на позиции советской 95-й стрелковой дивизии сразу с трех направлений: из Елизаветинки (Елизаветки) силами до полка на Бриновку, из Штерна силами до двух пехотных полков на х. Калиновку и из Колонтаевки силой до батальона к железнодорожной ветке Раздельная — Одесса. Однако все атаки румын были отражены.
Утром 18 августа румынская 1-я танковая дивизия при поддержке 7 пд предприняла атаку на позиции советских войск. Солдатам дивизии удалось вклиниться в оборону на одном из участков, но контратакой они вновь были отброшены назад.
С 26 по 30 августа находилась в резерве 4-й армии. С 31 числа дивизия была вновь введена в бой у с. Дальник. В ночь с 15 на 16 сентября выведена с передовых позиций для перегруппировки в районе Петровское — Макарово. 20 сентября её перебросили на позиции к югу от Татарки.
16 октября дивизия вошла в Одессу. В ходе штурма города дивизия понесла тяжёлые потери. Некомплект личного состава в ней с учётом предыдущих боёв составил около 50 %.
Впоследствии 7-я пехотная дивизия в составе I корпуса 3-й армии принимала участие в Сталинградской битве. После окружения советскими войсками немецкой 6-й армии остатки дивизии вошли в состав группы Холлидта, занявшей позиции на внешнем фронте окружения.
В ходе Среднедонской операции советская 1-я гвардейская механизированная бригада во взаимодействии со 197-й стрелковой дивизией 19 декабря 1942 года в районе Кружилина разгромила 7-ю пехотную дивизию, которая самовольно оставила позиции.
2 января 1943 года через Белую Калитву отступила за Северский Донец. В конце марта 1943 года после пешего марша в 1800 км вернулась в Румынию, расположившись гарнизоном в Романе. Весной 1944 года вновь участвовала в боевых действиях в Молдавии. 25 апреля была выведена в резерв. Вновь отправлена на передовую 8 июня 1944 года. В ходе Ясско-Кишинёвской операции, избегая окружения, была вынуждена отступить сперва к Васлую, затем к Бырладу.
В ноябре 1944 года была расформирована.

## Состав
- 14-й романский полк доробантов (regimentul 14 dorobanti Roman)
- 16-й полк доробантов им. маршала Юзефа Пилсудского (regimentul 16 Dorobanti Baia-Maresal Josef Pilsudski)
- 37-й пехотный полк им. Александра Доброго (regimentul 37 infanterie Alexandru cel Bun)
- 4-й артиллерийский полк (regimentul 4 artilerie)
- 6-й артиллерийский полк (regimentul 6 artilerie)

## Командиры
- Ставрат Олимпиу (10 марта 1940 — 1 августа 1942), бригадный генерал (с 18 июля 1942 — дивизионный генерал)
- Трестиоряну Константин (2 августа 1942 — 20 марта 1943), бригадный генерал
- Поенару Александру (21 марта 1943 — 4 апреля 1944), бригадный генерал
- Агрикола Филип (5 апреля 1944 — 1 декабря 1944), бригадный генерал